# 이경훈 (1950년)
이경훈(李京勳, 1950년 2월 17일~)은 대한민국의 정치인이다. 제12·13대 부산 사하구청장을 역임했다.

## 학력
- 청도중앙초등학교 졸업
- 부산중학교 졸업
- 부산고등학교 졸업
- 1973 성균관대학교 법률학 학사
- 1979 서울대학교 행정대학원 수료
- 1993 ~ 1995 미국 위스콘신 대학교 대학원 행정학 석사
- 2002 동아대학교 대학원 행정학 박사

## 약력
- 1978 제22회 행정고시 합격
- 1989 ~ 1992 내무부 편성운영과, 공기업과, 교부세과 사무관
- 1996 ~ 1998 부산광역시청 자치행정과장
- 1998 ~ 1999 부산광역시청 기획관
- 1999 ~ 2002 부산광역시 영도구 부구청장
- 2002.3 ~ 2003.1 부산광역시청 환경국장
- 2003.1 ~ 2004.6 부산광역시청 경제진흥국장
- 2004.6 ~ 2006.2 부산광역시청 APEC 준비단장
- 2006.2 ~ 2006.7 부산광역시청 시민공원조성추진단장
- 2006.7 ~ 2007 부산광역시 정무부시장
- 2009.3 ~ 2010.2 부산상공회의소 상근부회장
- 2010.7 ~ 2018.6 제12·13대 부산광역시 사하구청장(민선 5·6기, 한나라당→새누리당→자유한국당, 재선)
- 2018.1 ~ 2018.9 자유한국당 부산광역시당 사하구 갑 당원협의회 위원장

## 수상
- 홍조근정훈장
- 2011 전국기초단체장 매니페스토 우수사례 경진대회 공약이행분야 최우수상
- 2015 전국기초단체장 매니페스토 우수사례 경진대회 도시재생분야 최우수상

## 역대 선거 결과
|  | 38.46% |

|  | 62.46% |

|  | 40.53% |

## 같이 보기
- 부산광역시 부시장
- 사하구청장